# Lillys Verschwinden
Lillys Verschwinden ist ein deutscher zweiteiliger Fernsehfilm des ZDF aus dem Jahr 2025, der deutliche Parallelen zum Vermisstenfall Madeleine McCann aufweist.

## Handlung

### Teil 1
Anna und Robert Bischoff befinden sich mit ihren zwei Kindern Noah und Lilly und ihrer Freundin Johanna Pohlmann mit ihren zwei Kindern im Familienurlaub auf einer Mittelmeerinsel. Tagsüber verbringen sie die Zeit gemeinsam am Strand und im Meer. Während die Kinder alleine im Hotelapartment schlafen, lassen die Eltern zusammen mit dem Ehepaar Sara und Niklas Grothe die Abende an der am Hotel gelegenen Tapasbar ausklingen. Doch als eines Abends ihre fünfjährige Tochter Lilly verschwindet, wird der Urlaub für Anna und Robert Bischoff zum Albtraum. Vergeblich suchen sie die Umgebung ab. Die Ermittlungen zum Verschwinden werden von den Kommissaren Isabell Navarro und Antonio Gomez aufgenommen. Es beginnt eine verzweifelte Suche nach dem kleinen Mädchen. Hat Lilly das Apartment selber verlassen und sich verlaufen, oder wurde sie doch entführt? Nachdem es zunächst keine Spuren zu geben scheint, geraten doch mögliche Tatverdächtige ins Visier, aber müssen aus Mangel an Beweisen wieder freigelassen werden. Unter Zeitdruck stehend, gehen die Bischoffs einen Deal mit der Boulevard-Journalistin des Inselmagazins Bo Eilers ein, um die Öffentlichkeit zu aktivieren und medienwirksam Druck auf die Polizei auszuüben, damit die Suche nicht vorzeitig eingestellt wird, weil ein Imageschaden für den Tourismus auf der Insel befürchtet wird.

### Teil 2
Lilly wird nun schon seit Tagen vermisst und die örtliche Polizei sucht trotz Großaufgebots vergeblich nach ihr. Die Eltern erhoffen sich durch Berichte in der Presse Hinweise zum Verschwinden ihrer Tochter. Inzwischen entstehen bei den ermittelnden Polizisten Zweifel, sie nehmen andere Spuren auf und die Eltern geraten nun selbst in den Fokus der Ermittlungen. Vieles spricht gegen sie, und auch die Aussagen von Anna und Robert widersprechen sich. Um weiteren Ermittlungen gegen sich zu entgehen, flüchten sie zurück nach Deutschland. Dort hat Robert zusätzlich mit finanziellen Problemen durch seine gemeinsame Praxis mit Johanna Pohlmann zu kämpfen. Nun kommen mit dem Ehepaar Grothe, das sie im Urlaub kennengelernt hatten, weitere Verdächtige dazu. Es stellt sich jedoch raus, dass die Grothes ein Kind adoptiert haben und es sich nicht um die verschwundene Lilly Bischoff handelt. Bei der Observierung des Zimmermädchen aus dem Hotel sieht Bo Eilers zufällig Peter Maiwald mit einer unbekannten Frau. Eilers beobachtet, wie Maiwald und die Frau auf dem Parkplatz viele Spielzeuge und Kinderkleidung in ein Auto laden und verfolgt sie im Anschluss. Nach einem Telefonat von Anna Bischoff mit Eilers kehren die Bischoffs heimlich auf die Ferieninsel zurück und verstärken die Suche nach ihrer verschwundenen Tochter. Auf der Suche nach Lilly observiert Anna Bischoff Peter Maiwalds Haus und Eilers und Robert Bischoff versuchen das Anwesen zu finden, wo Maiwald und die unbekannte Frau hingefahren sind. Anna Bischoff wird beim Verlassen der Hotelanlage vom Hotelpersonal erkannt und die Polizei alarmiert. Währenddessen sieht Robert Bischoff, wie die unbekannte Frau mit einem Kind an der Hand auf dem Weg zu einem Anwesen ist. Während Anna festgenommen wird, alarmiert Robert Bischoff die Polizei. Durch Annas Festnahme kann Peter Maiwald sein Grundstück verlassen und gelangt zu dem Anwesen,  vor dem ihn Robert stoppt. Maiwald gibt zu, dass er Lilly entführt hat, es ihr gut geht, sie aber glaubt,  dass ihre Eltern und ihr Bruder bei einem Unfall ums Leben gekommen sind.
Schließlich kann Anna Bischoff ihre Tochter in die Arme schließen und die Familie fährt mit der Fähre zurück.

## Produktion
Produziert wurde der Mehrteiler im Auftrag des ZDF von der Network Movie Film- und Fernsehproduktion GmbH. Als Serviceproduktion in Spanien diente die SunnySideUp Productions SL. Gedreht wurde über drei Monate von Ende August bis Anfang November 2023 in Hamburg und auf Mallorca.
Die Handlung wurde von einem persönlichen Erlebnis des Regisseurs und Autors Thomas Berger inspiriert.
Am 11. Januar 2025 wurden beide Filme in der ZDFmediathek veröffentlicht. Die lineare Ausstrahlung folgte am 17. und 19. Februar 2025.

## Drehorte
Ein Großteil der Produktion fand auf Mallorca statt. Wie bei anderen auf Mallorca gedrehten Produktionen für das ZDF, wie zum Beispiel die Serie Hotel Paradies oder Filme wie Ein Sommer auf Mallorca, Von Erholung war nie die Rede und Familie Wöhler auf Mallorca wurden vor allem die schönen Seiten der Balearen-Insel in Szene gesetzt. Teilweise sind die Drehorte der unterschiedlichen Produktionen identisch.
Für die Aufnahmen am Hotel und am Strand wurden der Nordwesten Mallorcas in der Nähe von Pollenca bei Cala Sant Vincenc genutzt. Port de Soller an der Westküste Mallorcas war ein weiterer Drehort. Dort wurden auch die Szenen vor dem Haus des deutschen Auswanderers Peter Maiwald, den die Familie Bischoff nach dem Verschwinden ihrer Tochter kennenlernt, und am Leuchtturm aufgenommen. Verschiedene Szenen bei der Polizei und vor einer Kirche wurden in Selva in der Nähe von Inca gedreht. Weitere Szenen wurden im UNESCO-Welterbe Serra de Tramuntana auf der Panorama-Küstenstraße Ma-10 zwischen Estellencs und Banyalbufar (auch beim historischen Wachturm Torre des Verger), auf der Straße nach Sa Calobra, bei einer Tankstelle an der Ma-11 bei Bunyola zwischen Tunnel nach Sóller und Palma und im Einkaufszentrum Porto Pi im Westen der Inselhauptstadt Palma aufgenommen. Ein Teil der Schlussszenen wurde unterhalb des mit über 1445 m höchsten Bergs Mallorcas, dem Puig Major, in der Nähe des Stausees Gorg Blau gedreht.